# Inés María Cañizares Pacheco
 (avril 2020).
Si vous disposez d'ouvrages ou d'articles de référence ou si vous connaissez des sites web de qualité traitant du thème abordé ici, merci de compléter l'article en donnant les références utiles à sa vérifiabilité et en les liant à la section « Notes et références ».
Inés María Cañizares Pacheco, née le 27 septembre 1970, est une femme politique espagnole membre de Vox.

## Biographie
Lors des élections générales anticipées du 10 novembre 2019, elle est élue au Congrès des députés pour la XIVe législature. 